# تاکاساگو، هیوگو
تاکاساگو در استان هیوگو در کشور ژاپن  واقع شده‌است  که دارای جمعیت ۹۴٬۱۹۸ نفر و مساحت ۳۴٫۴۰ کیلومتر مربع با تراکم جمعیت ۲٬۷۳۸  نفر در کیلومترمربع است و در تاریخ ۱ ژوئیه ۱۹۵۴ به عنوان شهر شناخته شد.